# Demo dei Death
I Death, gruppo death metal statunitense, hanno registrato numerosi demo nel corso della loro carriera. Di seguito è stata riportata una lista in ordine cronologico dei loro demo:

## Death by Metal
Death by Metal è il primo demo della band death metal Mantas. Pubblicato per la prima volta nel 1983, dopo l'adozione della nuova denominazione di Death, sarà ristampato l'anno successivo.

### Tracce
Versione dei Mantas
1. Legion of Doom – 03:34
2. Mantas – 03:03
3. Power of Darkness – 02:29
4. Evil Dead – 03:30
5. Death by Metal – 2:16

Versione dei Death
1. Legion of Doom – 03:27
2. Evil Dead – 03:00
3. Beyond the Unholy Grave – 03:01
4. Power of Darkness – 02:22
5. Dead by Metal – 2:05

### Formazione
- Chuck Schuldiner - voce, chitarra, basso
- Rick Rozz - chitarra
- Kam Lee - batteria

## Reign of Terror
Reign of Terror è il secondo demo della band death metal Death pubblicato nel 1984.
Alcune versioni del demo prevedevano un'intervista a Chuck Schuldiner al posto della traccia Slaughterhouse, inoltre è in circolazione anche una "fan club version" che include la canzone Instrumental (poi rinominata Zombie Attack) dopo Summoned to Die.

### Tracce
1. Corpse Grinder – 02:55
2. Summoned to Die – 02:26
3. Zombie – 03:03
4. Witch of Hell – 02:44
5. Reign of Terror – 02:15
6. Slaughterhouse – 02:23

### Formazione
- Chuck Schuldiner - voce, chitarra, basso
- Rick Rozz - chitarra
- Kam Lee - batteria

## Live at Ruby's Pub
Live at Ruby's Pub è il primo live della band death metal Death pubblicato nel 1984 sotto forma di demo.

### Tracce
1. Mantas - 03:49
2. Summoned to Die - 2:50
3. Evil Dead - 03:46
4. Beyond the Unholy Grave - 03:43
5. Reign of Terror - 02:46
6. Power of Darkness - 03:47
7. Poison (Venom Cover) - 04:02
8. Corpse Grinder - 04:12
9. Witch of Hell - 02:51
10. Slaughterhouse - 03:23
11. Death by Metal - 02:23

### Formazione
- Chuck Schuldiner - chitarra, voce
- Rick Rozz - chitarra
- Kam Lee - batteria

## Infernal Death
Infernal Death è il terzo demo pubblicato dalla band death metal Death nel 1985.

### Tracce
1. Infernal Death - 2:46
2. Baptized in Blood - 4:23
3. Arch Angel - 3:00

### Formazione
- Chuck Schuldiner - voce, chitarra, basso
- Kam Lee - voce, batteria

## Rigor Mortis (Death)
Rigor mortis è il quarto demo della band death metal Death pubblicato nel 1985.

### Tracce
1. Rigor Mortis – 04:27
2. Rigor Mortis (rough mix) – 04:30

### Formazione
- Chuck Schuldiner - voce, chitarra, basso
- Kam Lee - voce, batteria

## Back from the Dead (Death)
Back from the Dead è il quinto demo della band death metal Death pubblicato nel 1985.

### Tracce
1. Intro (Theme from Alfred Hitchcock Presents) - 0:33
2. Back from the Dead - 3:01
3. Mutilation - 2:28
4. Skill To Kill - 2:27
5. Legion of Doom - 3:09
6. Beyond the Unholy Grave - 3:10
7. Baptized in Blood - 3:39

### Formazione
- Chuck Schuldiner - voce, chitarra
- Erik Meade - basso
- Eric Brecht - batteria

## Infernal Live
Infernal Live è il secondo demo live pubblicato dalla band death metal Death nel 1985.

### Tracce
1. Intro: Decree of Death
2. Infernal Death
3. Summoed to Die
4. Evil Dead
5. Beyond the unholy Grave
6. Reign of terror
7. Power of Darkness
8. Slaughterhouse
9. Legion of Doom
10. Curse of the Priest
11. Witch of Hell
12. Archangel
13. Death by Metal
14. Corpsegrinder

### Formazione
- Chuck Schuldiner - voce, chitarra
- Erik Meade - basso
- Eric Brecht - batteria

## Mutilation
Mutilation è il sesto e ultimo demo della band death metal Death pubblicato nel 1986, poco prima dell'uscita dell'album d'esordio Scream Bloody Gore.

### Tracce
1. Land of No Return - 2:48
2. Zombie Ritual - 4:22
3. Mutilation - 3:14

### Formazione
- Chuck Schuldiner - voce, chitarra, basso
- Chris Reifert - batteria